# Frieda Steffen
Frieda Steffen (* 12. Januar 1959) ist eine Politikerin (CVP) und Urner Landrätin.

## Leben
Steffen ist gelernte Fachlehrperson Handarbeit, Hauswirtschaft und Sport. Nach einigen Jahren Unterricht wurde sie zur ersten Schulleiterin der Landwirtschafts- und Bäuerinnenschule Schüpfheim gewählt. Berufsbegleitend absolvierte sie die Ausbildung zur bäuerlich-hauswirtschaftlichen Beraterin, zur Lehrmeisterin für Hauswirtschafterinnen und zur eidgenössisch diplomierten Bäuerin. Während fünfzehn Jahren war sie bäuerlich-hauswirtschaftliche Beraterin des Kantons Uri. Sie führt einen familieneigenen Landwirtschaftsbetrieb. Seit 2008 sitzt sie im Urner Landrat und kandidiert 2015 für die CVP Uri für den Nationalrat.
Steffen wohnt in Andermatt, ist verheiratet und Mutter von drei Kindern.